# Station Kuźnia Raciborska
Station Kuźnia Raciborska is een spoorwegstation in de Poolse plaats Kuźnia Raciborska.